# Jonathan Azulay
Karl Levi Jonathan Azulay, född 5 maj 1993 i Vasa församling i Göteborg, är en svensk fotbollsspelare (försvarare) som spelar för Superettan-klubben Örgryte IS.

## Karriär
Azulay började sin fotbollskarriär i BK Smitten, där han spelade fram tills han var åtta år och bytte till Askims IK. Under sin tid i Askims IK blev han uttagen i pojklandslaget vilket började ge intresse från andra klubbar. De tre Göteborgsklubbarna, IFK Göteborg, Gais och Örgryte IS var intresserade av att värva honom och Azulay valde att gå till IFK Göteborg som 16-åring.
I juni 2012 blev Azulay uppflyttad i IFK Göteborgs seniortrupp efter ha skrivit på ett A-lagskontrakt fram till 2014. Han gjorde sin debut i Allsvenskan för Göteborg den 6 oktober 2012 när han i slutet av 1–2 bortasegern över Åtvidabergs FF byttes in mot Tobias Hysén.
I januari 2013 lånades Azulay ut till Superettan-klubben Örgryte IS. I mars 2014 lånades han ut till Superettan-klubben Östersunds FK för resten av säsongen 2014. I november 2014 skrev han på för ÖFK. Det kontraktet bröts i förtid och i december 2015 skrev han på ett tvåårskontrakt med Degerfors IF. Även det kontraktet blev brutet i förtid.
Den 30 mars 2017 skrev han på ett kontrakt med Utsiktens BK som sträckte sig fram till sommaruppehållet 2017. I juni 2017 förlängde han kontraktet över resten av säsongen 2017. I december 2017 värvades Azulay av Norrby IF, där han skrev på ett ettårskontrakt. I december 2018 förlängde Azulay sitt kontrakt med två år.
I januari 2021 värvades Azulay av Örgryte IS, där han skrev på ett treårskontrakt.